# Közönséges jegenyefenyő

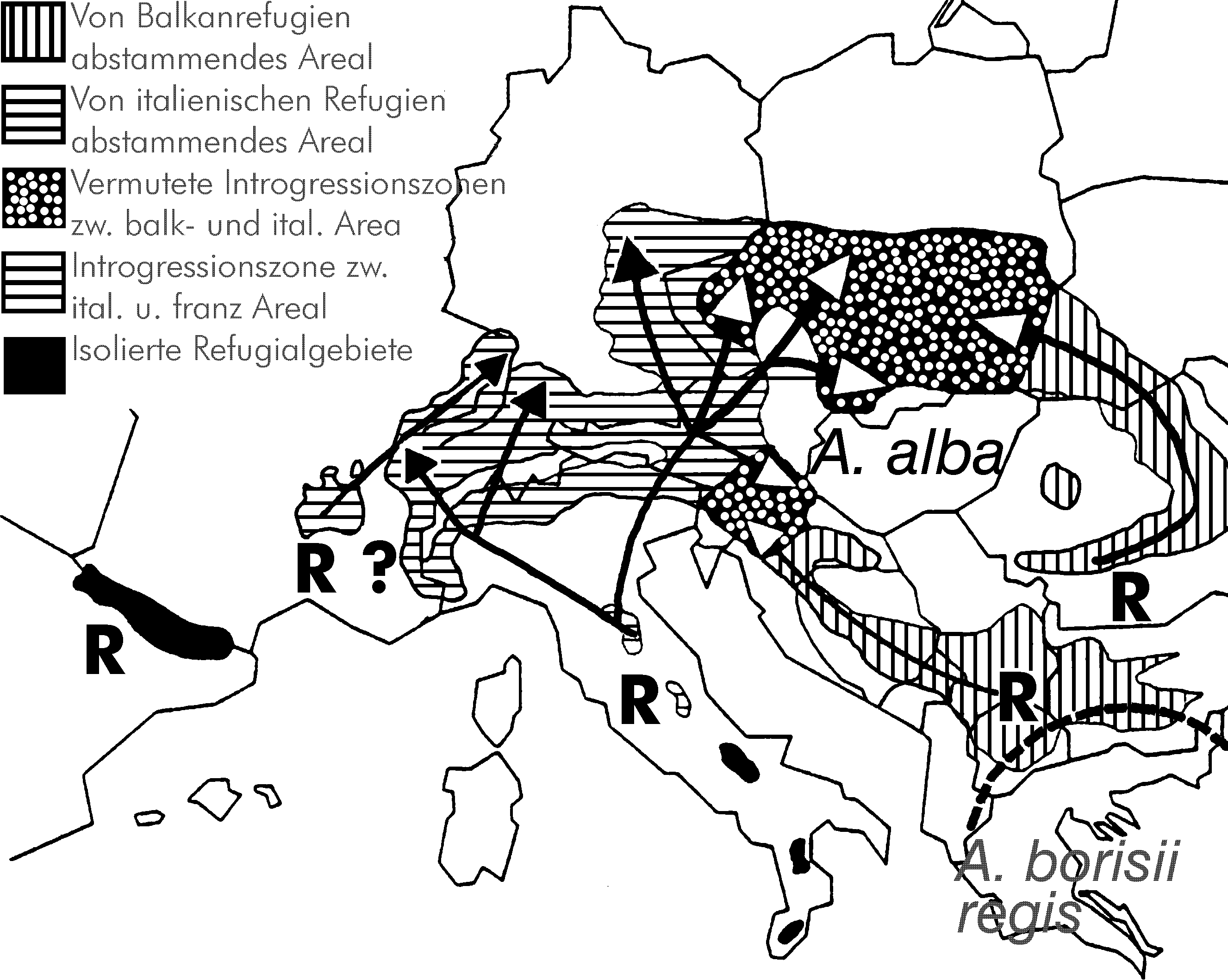
A közönséges jegenyefenyő térhódítása Európában (német szöveggel)

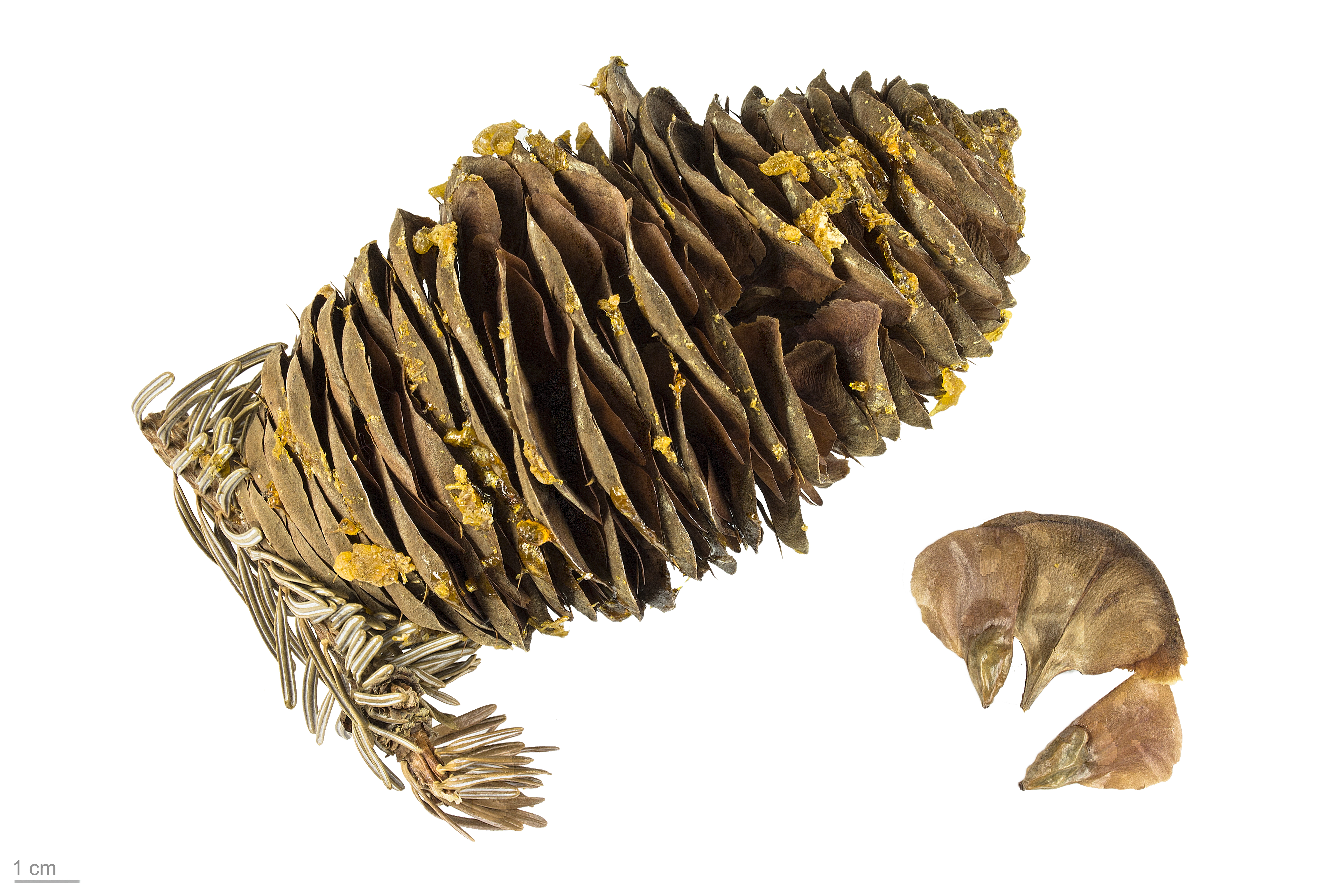
Abies alba

A közönséges jegenyefenyő (Abies alba) Európa hegyvidékeinek erdőalkotó fája; a legnagyobb termetű európai fenyő.

## Eredete és elterjedése
Az északi flórabirodalom növényeként Közép-Európa hegyvidékein fontos erdei fa. A természetes tűlevelű erdőségekben Közép-Európában gyakori, de megjelenik még Franciaországban, Korzikán és a Balkán-félsziget magas hegységeiben is. Kontinentális éghajlaton, illetve hegyvidékeken nagy területeken él:
- az Alpokban 300-400 métertől 1700 méterig,
- a Kárpátokban 1130 métertől 1470 méterig,
- délen (Balkán, Appenninek, Pireneusok) 1950 méterig.

Jelenlegi elterjedési területére a Würm-glaciális után, délről települt be. Értékes fája miatt több európai országban (Svájc, Lengyelország, Ausztria, Szerbia) nagy területeken termesztik. A Mátrában megtalálhatóak állományai.
Főleg a bükkel és a lucfenyővel társul a bükkös és a lucos öv határán, elegyfaként – délen csak a hegységekben, északon a sík- és dombvidéken, 400–900 méter között is.

## Megjelenése
Eredeti termőhelyein 50-60 méter magasra nő; törzsének átmérője eléri a másfél–két métert. Törzse többnyire erős, egyenes. A kéreg sima, világosszürke, később egyre repedtebb; főleg a fiatalabb fákon néha gyantacsomók jelennek meg.
Örökzöld koronája fiatalon karcsú, kúpos, idősebb korában a lucfenyőtől eltérően lecsapott csúcsos. Szabályos örvökben növő ágai majdnem vízszintesek. A fa csúcsán növő ágak vezérhajtásai kissé csillogóak; az érett hajtások szürkék, szőrösek.
A mintegy 3 cm-es, fénylő sötétzöld tűlevelek laposak, a szélük ép. Válluk keskenyedő, csúcsuk lekerekített vagy bemetszésszerűen kicsípett. Fonákukon két ezüstfehér viaszcsík húzódik végig (légcserenyílásokkal és viaszpettyekkel). A csavarvonalban növő tűk sora kétfelé fésűszerűen áll; a spirális elrendeződés főleg az oldalhajtásokon szembetűnő. A felső ágakon a tűlevelek felhajlók, merevek.
Egylaki növény, virágai a korona felső harmadában nyílnak. A rügyek fiatalon zöldes-, éretten vörösbarnák, oválisak, nem gyantásak. Április-májusban virágzik. A hajtásvégeken nyíló termős virágok 25–30 mm hosszúak, felállóak, világoszöldek. A sárga, hengeres porzós virágok csoportosan erednek az előző évi hajtások közepe táján, a tűlevelek hónaljában. Hengeres termő toboza 15–20 cm hosszú, mindvégig felálló, eleinte (különösen a pikkelyek szegélye felé) bordó árnyalatú zöld, majd narancsbarna, megérve halványbarna, tompa csúcsú. Ép szélű termőpikkelyei lekerekítettek, a fedőpikkelyek széle fogas; ezek hegyes nyúlványokként (ligula) állnak ki a termőpikkelyek közül. A zászlós magvak októberre beérnek, de csak a következő évben szóródnak ki. A harmadik évben maga a toboz is leesik, és csak az orsója marad meg az ágon.

## Életmódja
Üde, hűvös éghajlatot, közepesen laza talajt és párás levegőt kíván. Száraz talajon sárgul és fölkopaszodik. Fiatal hajtásai a késő tavaszi fagyokra nagyon érzékenyek. Ilyen fagy hatására elpusztul a csúcshajtás is. Az ilyen fa a következő évben a csúcshajtás helyettesítésére több vezérhajtást indít, és ettől alaktalanná válik.
Fiatalon lassan nő, majd hirtelen nekiered. A magányosan álló fák törzséről a talajig ágak nőnek; erdőben az idősebb fák felkopaszodnak.
Gyökerei mélyre hatolnak. Ezért egyrészt vastag talajtakarót kíván, másrészt az átültetést rosszul tűri.
Hajtásait a késő tavaszi fagyok néha károsítják, de gyorsan regenerálódik.

## Változatai
- var. chloracarpa – zöld tobozú;
- var. erythrocarpa Purk. – piros tobozú;
- var. carpatica Loud
- var. viminalis Alstr. – kígyófenyő vagy vesszős jegenyefenyő, feltűnően hosszú hajtásokkal;

## Felhasználása
Fáját az építőiparban hasznosítják, emellett Nyugat-Európa klasszikus karácsonyfája, mivel ágrendszere sűrű, lombozata a lucénál ritkásabb, tűlevelei pedig nem hullanak le, és színüket is jól tartják. Magyarországon meglehetősen ritka és drága. Faiskolákban alanynak használják: ennek törzsére oltják rá az érzékenyebb fajokat, változatokat.
Nagyobb kertekben, parkokban díszfának különösen szabadon álló példányai mutatósak.
Illóolaját izom- és reumás fájdalmak mérséklésére masszázs- és fürdőkészítményekben, valamint bedörzsölőszerekben alkalmazzák.

## Ismertebb kertészeti változatai

### Abies alba ’Fastigiata’
Oszlopos termetű. Tűi az alapfajénál rövidebbek. Lassan növekszik. Többnyire oltványként forgalmazzák. Ültetésénél ügyelni kell arra, hogy az oltás helye a talajszint alá kerüljön, mert többnyire fagyérzékeny marad.

### Abies alba ’Pendula’
Csüngő koronájú; a kertészetekben rendkívül ritka.
- Abies alba ’Aurea’
- Abies alba ’Aureovariegata’
- Abies alba ’Auricoma’
- Abies alba ’Bad Wildungen’
- Abies alba ’Baldensis’
- Abies alba ’Barabits Spreading’
- Abies alba ’Barabits Star’
- Abies alba ’Barabitsii’
- Abies alba ’Brevifolia’
- Abies alba ’Candicans’
- Abies alba ’Cinerea’
- Abies alba ’Columnaris’
- Abies alba ’Compacta’
- Abies alba ’Cree’s Blue’
- Abies alba ’Elegans’
- Abies alba ’Flabellata’
- Abies alba ’Foliis variegata’
- Abies alba ’Gelbbunt’
- Abies alba ’Globosa’
- Abies alba ’Graciosa’
- Abies alba ’Green Spiral’
- Abies alba ’Irramosa’
- Abies alba ’King’s Dwarf
- Abies alba ’Massonii’
- Abies alba ’Metensis’
- Abies alba ’Microcarpa’
- Abies alba ’Microphylla’
- Abies alba ’Minor’
- Abies alba ’Mlada Boleslav’
- Abies alba ’Nana’
- Abies alba ’Pendula Gracilis’
- Abies alba ’Prostrata’
- Abies alba ’Pumila’
- Abies alba ’Pyramidalis’
- Abies alba ’Recurva’
- Abies alba ’Scarabantia’
- Abies alba ’Schwarzwald’
- Abies alba ’Tenuifolia’
- Abies alba ’Tenuiorifolia’
- Abies alba ’Umbraculifera’
- Abies alba ’Variegata’
- Abies alba ’Virgata’